# Ligne de Berne à Bienne
La ligne de Berne à Bienne est une ligne ferroviaire suisse appartenant aux Chemins de fer fédéraux (CFF) ; elle relie les deux villes les plus importantes du canton de Berne.

## Historique
- 16 juin 1857 : mise en service par le SCB[4] du tronçon (Herzogenbuchsee) – Zollikofen – Wylerfeld (ligne du Plateau suisse) ;
- 15 novembre 1858 : mise en service par le SCB du tronçon Wylerfeld – Berne (gare provisoire) ;
- 1er juin 1864 : mise en service du tronçon Zollikofen – Bienne par le chemin de fer de l'État bernois (Bernische Staatsbahn, BSB).

### Desserte 2014
- RegioExpress :
  - RE Bern – Lyss – Biel/Bienne

- S-Bahn Bern :
  - S 3 (Thun –) Belp – Bern – Münchenbuchsee – Lyss – Biel/Bienne
  - S 31 Belp – Bern – Münchenbuchsee (– Lyss – Biel/Bienne)

## Infrastructure

### Électrification
L'électrification à la tension de 15 kV - 16 ⅔ Hz standard sur le réseau ferré suisse entra en service le 15 mai 1928.

### Double voie
Initialement à voie unique, la ligne est équipée de la double voie dès 1962 ; le dernier tronçon entre Schüpfen et Suberg–Grossaffoltern fut mis en service le 19 août 1996.